# Damir Šaban
Damir Šaban (Zagreb, 18. ožujka 1958.) je hrvatski kazališni, televizijski i filmski glumac.

## Životopis
1980. diplomirao glumu na Akademiji dramskih umjetnosti. Član kazališne skupine "Akter", kazališta "Trešnja". Od 1989. član je Zagrebačkog kazališta mladih. Širem gledateljstvu poznat je kao Mazalo iz TV serije "Smogovci".

## Filmografija

### Televizijske uloge
- "Dnevnik velikog Perice" kao Imbra (2021.)
- "Počivali u miru" kao Nikica Stančec (2018.)
- "Čista ljubav" kao gost u kafiću (2018.)
- "Crno-bijeli svijet" kao Jozo Sokrat (2016.)
- "Najbolje godine" kao Laki (2011.)
- "Zakon!" kao Rus (2009.)
- "Jura Hura" kao Ferdinand Budicki (2009.)
- "Sve će biti dobro" kao Brankec (2008. – 2009.)
- "Zakon ljubavi" (2008.)
- "Mamutica" kao Vlado (2008.)
- "Bitange i princeze" kao poštar (2008.)
- "Bibin svijet" kao Krešo (2007.)
- "Naša mala klinika" kao fratar Papa (2007.)
- "Cimmer fraj" kao Branko (2007.)
- "Balkan Inc." kao Ostrovsky (2006.)
- "Odmori se, zaslužio si" kao doktor u bolnici (2006.)
- "Zabranjena ljubav" kao Božo Lelaš (2005.)
- "Vuk Karadžić" kao Jacob L. C. Grimm (1988.)
- "Dvanaestorica žigosanih" kao stražar #1 (1988.)
- "Kiklop" kao Kero (1983.)
- "Smogovci" kao Mazalo Vragec (1982. – 1996.)
- "Nepokoreni grad" (1982.)
- "Punom parom" kao sin poslovođe Lacija (1980.)

### Filmske uloge
- "Črna mati zemla" kao Zvonko Demokracija i svečenik (2018.) – TV-kazališna predstava
- "Ante i Vanja" kao Ante (2016.)
- "ZG80" kao vlasnik trgovine (2016.)
- "Kratki spojevi" kao Damir (segment "Bomba") (2013.)
- "U mojoj glavi anđeo" (2010.)
- "Ljubavni život domobrana" kao Pero (2009.)
- "Pratioci" (2008.)
- "Kradljivac uspomena" (2007.)
- "Lov u Bosni" kao Gert (2007.)
- "Armin" kao vozač autobusa #2 (2007.)
- "Četverored" kao četvrti isljednik (1999.)
- "Gustlsalon" (1999.)
- "Transatlantic" (1998.)
- "Tri muškarca Melite Žganjer" kao redatelj (1998.)
- "Božić u Beču" kao Branko Jelić (1997.)
- "Territorio Comanche" (1997.)
- "Djed i baka se rastaju" kao Marko (1996.)
- "Prepoznavanje" kao istražitelj (1996.)
- "Detonator" kao čuvar u bolnici (1993.)
- "Vrijeme za..." (1993.)
- "Pijesak vremena" (1992.)
- "Olympia" (1992.)
- "Papa mora umrijeti" kao Carlo Felici (1991.)
- "Rođen za vožnju" kao Heimes (1991.)
- "Noć lisice" kao SS narednik (1990.)
- "Smrtonosno nebo" kao Elgersund (1990.)
- "Bijeg" kao Schultz (1989.)
- "Veliki bijeg II: Neispričana priča" kao švedski vojnik (1988.)
- "Dvanaestorica žigosanih: Fatalna misija" kao SS narednik (1988.)
- "Čast vezana" kao VOPD vozač (1988.)
- "Za sreću je potrebno troje" (1985.)
- "Mala pljačka vlaka" kao Čokulin žandar #3 (1984.)
- "S.P.U.K." kao Lovro (1983.)
- "Kiklop" kao Kero (1982.)
- "Ponedjeljak" (1980.)
- "Živi bili pa vidjeli" kao policajac (1979.)
- "Novinar" kao Mali (1979.)

### Sinkronizacija
- "Winx Club 3D: Čarobna avantura" kao Timmy (2010.)
- "Božić Ružnog pačeta" kao Grašo, Tvrtko i dr. Sprinić (studio Neptuno Films) (2007.)
- "Pčelica Maja" kao Flip (druga sinkronizacija) (2007.)
- "Tristan i Izolda" kao Governal, kralj Strahonja, radnici #1 i #2 (2006.)

## Vanjske poveznice
- Damir Šaban u internetskoj bazi filmova IMDb-u (engl.)
- Stranica na Zekaem.hr  Arhivirana inačica izvorne stranice od 1. rujna 2011. (Wayback Machine)